# Мінімальна маса
У астрономії мінімальною масою позначають найменшу розрахункову масу спостережуваних об'єктів, таких як планети, зірки і подвійні системи, туманності і чорні дірки.
Мінімальна маса широко використовується як характеристика позасонячних планет, виявлених методом доплерівської спектроскопії, і визначається за допомогою бінарної функції мас. Цей метод виявляє планети шляхом вимірювання зміни в русі зірок в межах прямої видимості, тому справжній орбітальний нахил і справжня маса планет, як правило, невідомі.
Якщо відомий кут нахилу орбіти планети, то її справжню масу можна визначити з мінімальної, використовуючи наступне відношення:
{\displaystyle M_{\text{true}}={\frac {M_{\min }}{\sin i}}\,}
Для орбітальних тіл в позасонячних зоряних та планетних системах, нахил 0° або 180° відповідає орбіті, видимій плазом (яку неможливо виявити за допомогою методу Доплера), в той час як нахил 90° відповідає орбіті, видимій з ребра (для якої справжня маса дорівнює мінімальній масі).